# Muskogee
Muskogee je město v okresu Muskogee County ve státě Oklahoma ve Spojených státech amerických. V okresu Muskogee je zároveň správním městem. Leží asi 77 kilometrů jihovýchodně od Tulsy. Je 13. nejlidnatějším městem v Oklahomě. Leží v údolí Arkansas River Valley nedaleko soutoku řek Arkansas, Verdigris a Grand River. 
K roku 2020 zde žilo 36 878 obyvatel. S celkovou rozlohou 115 km² byla hustota zalidnění 331 obyvatel na km². Ve městě sídlí Bacone College. Leží v oblasti s vlhkým subtropickým podnebím. 